# Одинична матриця
Одинична матриця — квадратна матриця розміру {\displaystyle \ n} з одиницями на головній діагоналі та нулями у всіх інших елементах.
Зазвичай позначається як {\displaystyle \ I}, іноді з індексом, що вказує розмірність: {\displaystyle \ I_{n}}.
Одинична матриця належить до:
- діагональних,
- ортогональних,
- додатноозначених,
- ортогонально-проєкційних матриць
- та бінарних матриць.

## Приклади
{\displaystyle I_{1}={\begin{bmatrix}1\end{bmatrix}},\quad I_{2}={\begin{bmatrix}1&0\\0&1\end{bmatrix}},\quad I_{3}={\begin{bmatrix}1&0&0\\0&1&0\\0&0&1\end{bmatrix}},\quad \cdots ,\quad I_{n}={\begin{bmatrix}1&0&\cdots &0\\0&1&\cdots &0\\\vdots &\vdots &\ddots &\vdots \\0&0&\cdots &1\end{bmatrix}}}

## Властивості
- Квадратна матриця в нульовому степені дає одиничну матрицю того ж розміру:

{\displaystyle \ A^{0}=I.}
- Добуток невиродженої квадратної матриці на обернену матрицю дає одиничну матрицю:

{\displaystyle \ AA^{-1}=I.}
- Оберненою до одиничної матриці є вона сама:

{\displaystyle \ I_{n}^{-1}=I_{n}.}
- Визначник одиничної матриці {\displaystyle \ I_{n}} рівний +1, а ранг та слід рівні {\displaystyle \ n.}
- Власними значеннями {\displaystyle \ I_{n}} одиничної матриці є (+1) кратності {\displaystyle \ n.}
- Множення довільної матриці на одиничну відповідної розмірності дає в результаті ту ж саму матрицю, тобто вона є нейтральним елементом для множення матриць:

{\displaystyle \ I_{m}A=AI_{n}=A.}
Зокрема, одинична матриця {\displaystyle \ I_{n}} є нейтральним елементом для GL(n) загальної лінійної групи (групи всіх невироджених квадратних матриць розміру {\displaystyle \ n}).